# Scales Beck
Der Scales Beck ist ein Fluss im Lake District, Cumbria, England. Der Scales Beck entsteht als Abfluss des Scales Tarn an dessen Ostseite und fließt in östlicher Richtung bis zu seiner Mündung in den River Glenderamackin.